# Fußball-Club Bayern München Basketball 2019-2020
Questa voce raccoglie le informazioni riguardanti il Fußball-Club Bayern München Basketball nelle competizioni ufficiali della stagione 2019-2020.

## Stagione
La stagione 2019-2020 del Fußball-Club Bayern München Basketball è la 19ª nel massimo campionato tedesco di pallacanestro, la Basketball-Bundesliga.

## Roster
Aggiornato al 14 luglio 2019.
| Bayern München 2019-20 | Bayern München 2019-20 |
| Giocatori              | Staff tecnico          |
| ---------------------- | ---------------------- |

| N. | Naz.                                                  | Ruolo | Nome               | Anno | Alt.   | Peso   |  |
| -- | ----------------------------------------------------- | ----- | ------------------ | ---- | ------ | ------ |  |
| 1  | Germania (bandiera)                                   | G     | Jason George       | 2001 | 202 cm | 88 kg  |  |
| 5  | Stati Uniti (bandiera)                                | PG    | T.J. Bray          | 1992 | 196 cm | 86 kg  |  |
| 7  | Germania (bandiera)                                   | AP    | Alex King          | 1985 | 200 cm | 100 kg |  |
| 8  | Finlandia (bandiera)                                  | PG    | Petteri Koponen    | 1988 | 194 cm | 88 kg  |  |
| 10 | Stati Uniti (bandiera)                                | C     | Greg Monroe        | 1990 | 211 cm | 120 kg |  |
| 11 | Serbia (bandiera)                                     | A     | Vladimir Lučić     | 1989 | 200 cm | 95 kg  |  |
| 12 | Germania (bandiera)                                   | P     | Maodo Lô           | 1992 | 191 cm | 82 kg  |  |
| 14 | Bosnia ed Erzegovina (bandiera) · Germania (bandiera) | GA    | Nihad Đedović      | 1990 | 196 cm | 86 kg  |  |
| 16 | Germania (bandiera)                                   | A     | Paul Zipser        | 1994 | 203 cm | 103 kg |  |
| 20 | Stati Uniti (bandiera) · Serbia (bandiera)            | G     | DeMarcus Nelson    | 1985 | 193 cm | 90 kg  |  |
| 21 | Italia (bandiera)                                     | G     | Diego Flaccadori   | 1996 | 193 cm | 80 kg  |  |
| 22 | Germania (bandiera)                                   | AC    | Danilo Barthel (C) | 1991 | 208 cm | 100 kg |  |
| 25 | Germania (bandiera) · Turchia (bandiera)              | P     | İsmet Akpınar      | 1995 | 190 cm | 77 kg  |  |
| 26 | Francia (bandiera)                                    | C     | Mathias Lessort    | 1995 | 206 cm | 112 kg |  |
| 31 | Slovenia (bandiera)                                   | P     | Žan Mark Šiško     | 1997 | 189 cm | 82 kg  |  |
| 34 | Stati Uniti (bandiera)                                | A     | Josh Huestis       | 1991 | 201 cm | 104 kg |  |
| 43 | Croazia (bandiera) · Germania (bandiera)              | C     | Leon Radošević     | 1990 | 207 cm | 112 kg |  |
| 44 | Italia (bandiera)                                     | AP    | Sasha Grant        | 2002 | 198 cm | 90 kg  |  |

| Allenatore |
| - Dejan Radonjić (fino al 7 gennaio) - Oliver Kostić (dall’8 gennaio)                                                               |
| Assistente/i |
| - Philipp Köchling - Oliver Kostić (fino all’8 gennaio) - Emir Mutapčić Legenda - (C) Capitano - (IN) Inattivo - Infortunato Roster |

## Mercato

### Sessione estiva
| Acquisti | Acquisti         | Acquisti           | Acquisti      | Acquisti |
| R.       | Nome             | da                 | Modalità      |          |
| -------- | ---------------- | ------------------ | ------------- | -------- |
| G        | T.J. Bray        | RASTA Vechta       | definitivo    |          |
| C        | Greg Monroe      | Philadelphia 76ers | definitivo    |          |
| G        | Karim Jallow     | R. Ludwigsburg     | fine prestito |          |
| A        | Josh Huestis     | Austin Spurs       | definitivo    |          |
| C        | Mathias Lessort  | Málaga             | definitivo    |          |
| G        | Diego Flaccadori | Aquila Trento      | definitivo    |          |
| AG       | Paul Zipser      | S.P. Burgos        | definitivo    |          |
| G        | DeMarcus Nelson  | ASVEL              | definitivo    |          |

| Cessioni | Cessioni         | Cessioni       | Cessioni       | Cessioni |
| R.       | Nome             | a              | Modalità       |          |
| -------- | ---------------- | -------------- | -------------- | -------- |
| AP       | Nemanja Dangubić | Estudiantes    | fine contratto |          |
| AG       | Milan Mačvan     | Toyota Alvark  | fine contratto |          |
| P        | Braydon Hobbs    | EWE Oldenburg  | fine contratto |          |
| AG       | Derrick Williams | Fenerbahçe     | fine contratto |          |
| G        | Karim Jallow     | Braunschweig   | rescissione    |          |
| AC       | Devin Booker     | Chimki         | fine contratto |          |
| PG       | Nelson Weidemann | Bamberger      | prestito       |          |
| P        | Stefan Jović     | Chimki         | fine contratto |          |
| AG       | Marvin Ogunsipe  | Amburgo Towers | prestito       |          |
| G        | Robin Amaize     | EWE Oldenburg  | prestito       |          |

### Dopo l'inizio della stagione
| Acquisti | Acquisti        | Acquisti       | Acquisti         | Acquisti      |
| R.       | Nome            | da             | Data             | Modalità      |
| -------- | --------------- | -------------- | ---------------- | ------------- |
| P        | Žan Mark Šiško  | Primorska      | 28 dicembre 2019 | definitivo    |
| AG       | Marvin Ogunsipe | Amburgo Towers | 11 maggio 2020   | fine prestito |
| P        | İsmet Akpınar   | Beşiktaş       | 25 maggio 2020   | definitivo    |

| Cessioni | Cessioni        | Cessioni           | Cessioni       | Cessioni       |
| R.       | Nome            | a                  | Data           | Modalità       |
| -------- | --------------- | ------------------ | -------------- | -------------- |
| G        | DeMarcus Nelson | Free agent         | 6 gennaio 2020 | fine contratto |
| A        | Josh Huestis    | Free agent         | 10 marzo 2020  | rescissione    |
| AG       | Marvin Ogunsipe | Crailsheim Merlins | 11 maggio 2020 | prestito       |